# Meloidogyne javanica
Espèce
Synonymes
- Heterodera javanica Treub, 1885[1]

Meloidogyne javanica est une espèce de nématodes tylenchidés de la famille des Heteroderidae, à répartition pantropicale. Ce nématode endoparasite est un agent phytopathogène qui affecte de très nombreuses espèces de plantes sauvages ou cultivées. Parmi les cultures attaquées et économiquement importantes figurent notamment le théier, la vigne, des légumes, des arbres fruitiers, des céréales et diverses plantes ornementales.
Les dégâts causés aux plantes se traduisent par des symptômes similaires à ceux causés par d'autres espèces de nématodes à galles, et notamment par une croissance médiocre avec rabougrissement et chlorose des parties aériennes et réduction du système racinaire sur lequel se forment des galles.

## Noms vernaculaires
- anguillule javanaise à nœud des racines, nématode à galles, nématode cécidogène, nématode galligène javanais[2].